# Aeroportul Club Makokola
Aeroportul Club Makokola (IATA: CMK, ICAO: FWCM) este un aeroport din Regiunea Southern, Malawi.
Situat la o altitudine de 484 m, aeroportul dispune de o singură pistă.